# 卢冬
卢冬（1991年12月19日—），辽宁朝阳人，是中国残疾人游泳运动员，曾在2012年夏季残疾人奥林匹克运动会获得一金一银，在2016年夏季残疾人奥林匹克运动会获得一银，在2020年夏季残疾人奥林匹克运动会获得四枚金牌，突破三项世界纪录。卢冬六岁时因遭货车冲撞致双臂截肢。

## 生平
卢冬于1991年12月19日生于辽宁朝阳北票。6岁时，卢受货车撞击碾压失去双臂，后经其母引导及鼓励学会以双脚料理生活。不过由于残疾，卢一时“都有点自闭”。2004年被辽宁省残联体训中心选入游泳队，此后为提高成绩而频繁训练。
2005年，卢在残疾人游泳全国锦标赛获得两金两银（一说一金两银一铜），入选国家队。2007年在第七届全国残运会获得两铜，惟在不久后的北京残奥会测试赛期间，卢因犯规未能取得资格。
2010年，卢在当年残疾人游泳世锦赛和广州亚残运会上分获一金一铜和一银二铜。翌年，卢在伦敦残奥会上斩获一金一银。2016年，卢在里约残奥会S6级100米仰泳比赛中获得银牌。
2021年，卢冬在东京残奥会女子50米蝶泳S5级、男女混合4×50米自由泳接力20分、200米个人混合泳SM5级及50米仰泳S5级项目分获金牌，刷新三项世界纪录。赛后，卢冬被指定为北京冬残奥会的第二棒火炬手。2023年亚残运会期间，卢在50米蝶泳S6级决赛排名第四。次年巴黎残奥会，卢冬获得四金一银。
参赛以来，卢冬曾获得全国五一劳动奖章、中国青年五四奖章，及被提名为三八红旗手。

## 个人生活
残疾后，卢冬曾在母亲帮助下学会以双脚弹琴、织围脖、绣十字绣等。参加游泳赛事后，闲时亦打《王者荣耀》，也擅长烹饪和养猫。